# 獨立鎮區 (阿肯色州巴克斯特縣)
獨立鎮區（英語：Independence Township）是位於美國阿肯色州巴克斯特縣的一個行政鎮區。

## 地方資料
獨立鎮區的面積為58.76平方千米，當中陸地面積為58.54平方千米，而水域面積為0.22平方千米。根據2010年美國人口普查的數據，當地共有人口1891人，而人口密度為每平方千米32.18人。